# Хёведес, Бенедикт
Бенеди́кт Хёведес (нем. Benedikt Höwedes; род. 29 февраля 1988, Хальтерн-ам-Зе, Северный Рейн-Вестфалия) — немецкий футболист, защитник. Чемпион мира 2014 года. В составе молодёжной сборной Германии стал чемпионом Европы 2009 года.

## Ранние годы
Свою карьеру Бенедикт начинал в любительских командах родного города Хальтерн-ам-Зе. На протяжении шести лет тренировался в одноимённом «Хальтерне», затем перебрался в команду «Хертен-Лангенбохум». В 2001 году Бенедикт был замечен скаутами «Шальке 04». В юношеских и молодёжных командах «Шальке» являлся ведущим центральным защитником и капитаном. В 2003 году Хёведес выиграл чемпионат Германии с командой до 19 лет. В 2007 году «Шальке» подписал со своим воспитанником первый профессиональный контракт и отправил в фарм-клуб.

## Клубная карьера
3 октября 2007 года дебютировал в составе «Шальке» в выездном матче против «Русенборга» из Тронхейма в Лиге чемпионов. Кевин Кураньи и Джермейн Джонс обеспечили в тот вечер победу клубу со счётом 2:0. А спустя три дня матчем с «Карлсруэ» Бенедикт дебютировал и в Бундеслиге.
19 октября 2008 года в восьмом туре чемпионата, в матче против «Гамбурга» Бенедикт забил свой первый гол в Бундеслиге и вообще за «Шальке 04». В сезоне 2008/09 Бенедикт окончательно покончил с карьерой в резерве и стал ведущим центральным защитником «синих». По ходу сезона провёл на поле 2689 минут. Впоследствии продолжил строить карьеру в «Шальке», став к 20 годам одним из самых перспективных защитников Европы. В декабре 2008 года продлил контракт с «гельзенкирхенцами» до 2014 года.

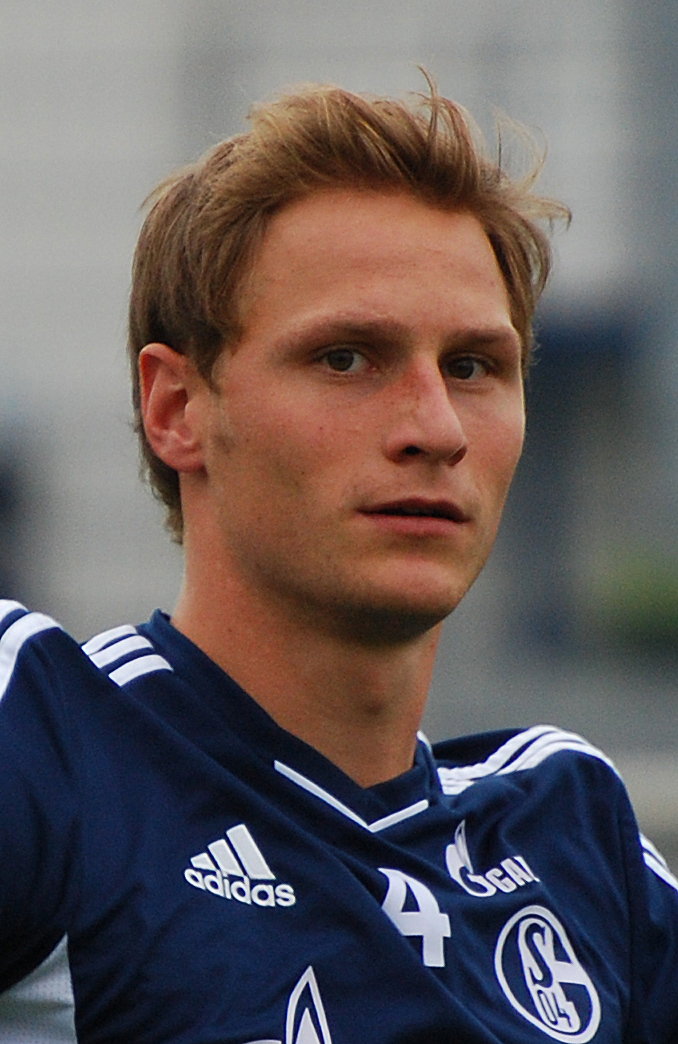
Хёведес в 2011 году

В сезоне 2009/10 провёл на поле абсолютно все матчи Бундеслиги, забив 7 голов. 26 февраля 2010 года сравнял счёт в принципиальнейшем дерби против дортмундской «Боруссии» (2:1), а за три минуты до конца встречи поборолся в чужой штрафной и помог Ракитичу забить победный мяч. В сезоне 2010/11 Бенедикт завоевал свой первый трофей — Кубок Германии. В этом турнире немец отыграл все шесть матчей, а в финале против «Дуйсбурга» забил третий гол своей команды (5:0). По ходу этого сезона Бенедикт получил сразу три красных карточки, став лидером Бундеслиги по данному показателю. Удивительно то, что в активе Бенедикта оказалось всего 2 жёлтых карточки. 8 декабря 2010 года забил первый гол в рамках Лиги чемпионов, поразив ворота «Бенфика» из Лиссабона. К лету 2011 года Бенедикт являлся признанным мастером своего дела и заинтересовал ряд ведущих грандов Европы. Находящемуся в упадке «Шальке», было сложно удержать своего лидера, однако Хёведес сам предпочел остаться и вскоре был удостоен капитанской повязки. В финале Суперкубка Германии 2011 реализовал свою попытку в серии послематчевых пенальти, а его команда взяла заветный трофей. 9 марта 2013 года Хёведес продлил контракт с «Шальке 04» до 2017 года. По нему Хёведес сумел получить двойную прибавку.
Сезон 2013/14 под руководством Йенса Келлера начал на скамейке запасных, однако затем сумел вернуться в строй, но ненадолго. В декабрьском поединке Лиги чемпионов против «Базеля», в котором решалась судьба путевки в плей-офф, Хёведес получил разрыв мышц внутренней поверхности бедра, из-за которого вылетел из строя на четыре недели. В 2016 году немецкий защитник продлил контракт со своим клубом «Шальке» до 30 июня 2020 года.
30 августа 2017 года немец отправился в аренду в итальянский «Ювентус» за 3,5 миллиона евро с правом выкупа за 13 миллионов. В итальянском клубе он выбрал 21 номер, под которым ранее выступал Лилиан Тюрам, также обладающий способностью играть как в центре защиты, так и на правом фланге. Однако из-за травм Бенедикт смог сыграть всего 3 матча за сезон и туринский клуб не стал его выкупать.
31 июля 2018 года Хёведес перешёл в московский «Локомотив», с которым подписал контракт до 2022 года. Сумма трансфера — 4 миллиона евро. Ежегодная зарплата немца составила 2,5 миллиона евро. Во время паузы в РПЛ в сезоне 2019/20, которая была связана с эпидемией коронавируса, защитник не вернулся в команду из Германии, опасаясь за своё здоровье. Эта ситуация совпала со сменой вектора развития клуба в сторону отказа от дорогостоящих игроков, поэтому контракт с футболистом был расторгнут по обоюдному согласию. В сезоне 2019/20 Хёведес провёл за московский клуб 21 матч.
31 июля 2020 года завершил свою карьеру в качестве футболиста.

## Карьера в сборной

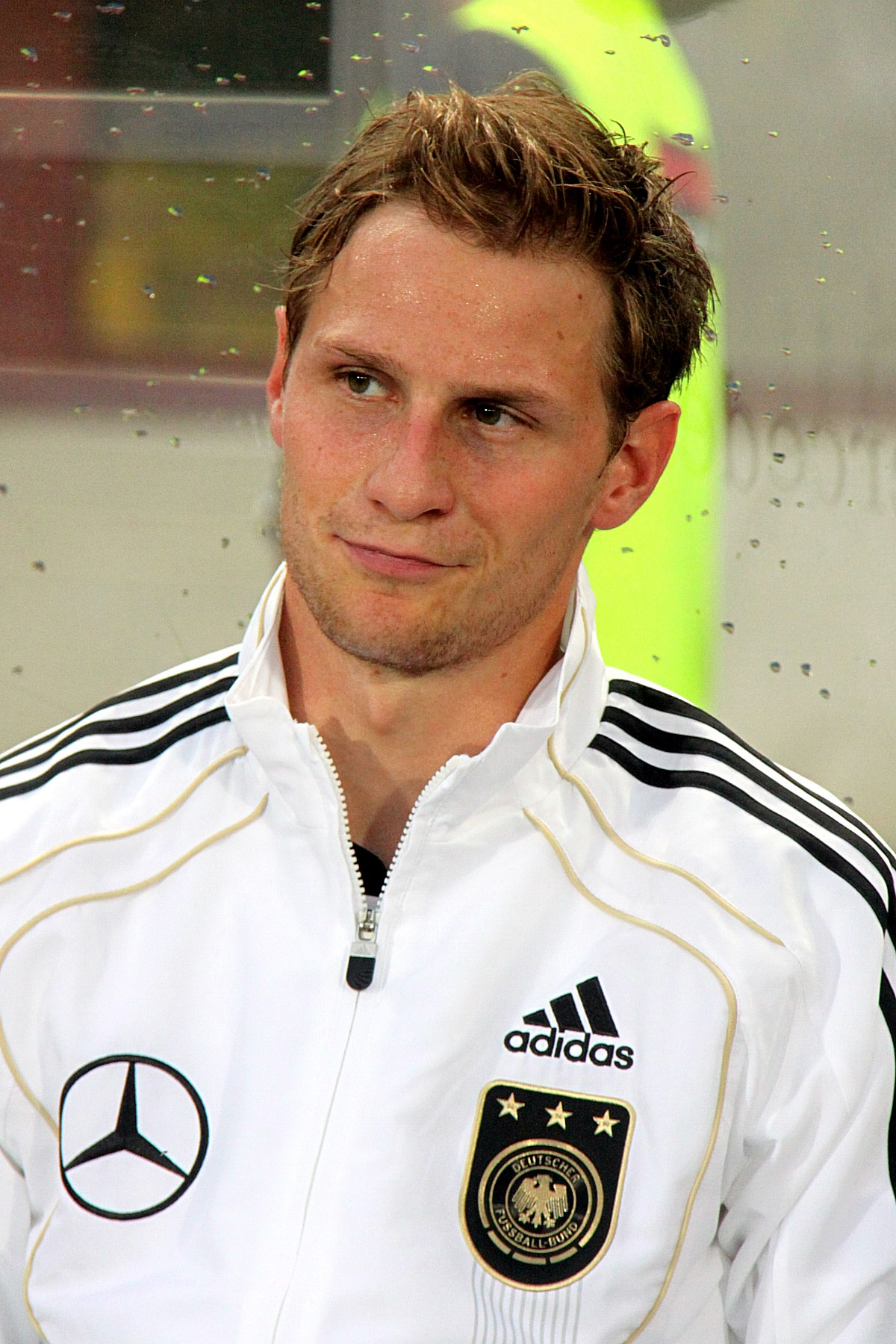
Хёведес в составе сборной

Хёведес довольно успешно выступал в юношеских и молодёжных сборных Германии. В 2005 году он дебютировал в составе команды до 18 лет. Через год был переведён в сборную до 19, в составе которой впервые надел капитанскую повязку. В этом же году за достижения на юношеском уровне Бенедикт был награждён золотой медалью Фрица Вальтера.
Летом 2009 года футболист отправился в качестве игрока и капитана молодёжной сборной Германии на европейское первенство. Здесь он без замен провёл все встречи, забив один гол в матче против сверстников из Финляндии (2:0). В финале немцы одолели англичан и впервые в своей истории завоевали золотые медали.
29 мая 2011 года в матче против Уругвая дебютировал за основную сборную, отыграв на поле 24 минуты. Впоследствии регулярно вызывался в команду Йоахима Лева, однако либо оставался на замене, либо играл небольшую часть матча. Бенедикт принял участие в двух встречах квалификации к Евро-2012 и также отправился на финальный турнир, однако на поле не выходил.
В 2014 году футболист в составе сборной одержал победу на чемпионате мира в Бразилии. Бенедикт стал одним из трёх футболистов команды (вместе с вратарём Мануэлем Нойером и защитником и капитаном Филиппом Ламом), которые приняли участие во всех матчах турнира с начала и до конца.

## Личная жизнь
Женат на давней подруге Лизе. 20 октября 2018 года родился сын Бас Антониус Хёведес.

## Достижения

### Командные
«Шальке 04»
- Обладатель Кубка Германии: 2010/11
- Обладатель Суперкубка Германии: 2011

«Ювентус»
- Чемпион Италии: 2017/18
- Обладатель Кубка Италии: 2017/18

«Локомотив»
- Обладатель Кубка России: 2018/19

Сборная Германии
- Чемпион мира: 2014
- Чемпион Европы по футболу среди молодёжных команд: 2009
- Бронзовый призёр чемпионата Европы: 2012, 2016

### Личные
- Золотая медаль Фрица Вальтера U-19: 2007